# 法尤環礁

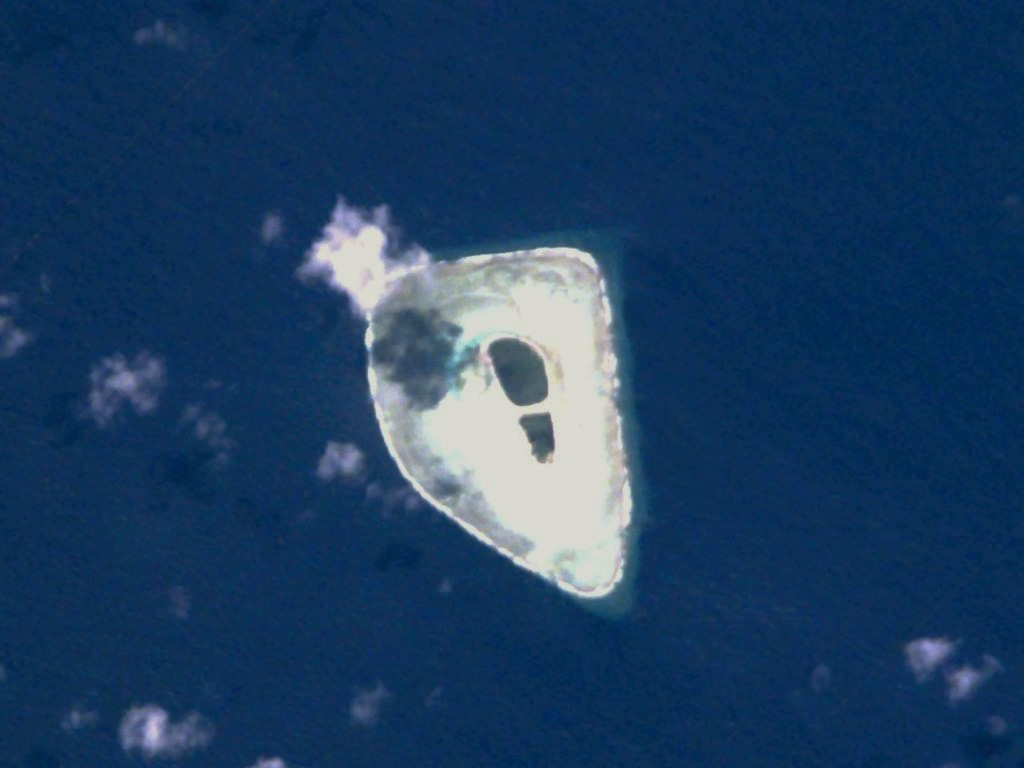

法尤環礁是西太平洋島國密克羅尼西亞聯邦的環礁，屬於加羅林群島的一部分，位於諾姆溫環礁以西36公里，由2個島嶼組成，長2.7公里、寬1.4公里，土地面積0.4平方公里，潟湖面積2平方公里，2008年人口147。

## 外部連結
- Reptiles of the Hall Islands, Chuuk State, Federated States of Micronesia

8°33′N 151°20′E / 8.550°N 151.333°E